# Estrada (альбом)
Estrada — второй студийный альбом шоумена и музыканта Ивана Урганта и первый выпущенный им под своим альтер эго «Гриша Ургант».

## Об альбоме
Estrada был выпущен лейблом «Gala Records». Гриша сыграл на всех инструментах сам. Несколько партий были сыграны Юрием Цалером (Мумий-Тролль), Николаем Девлет-Кильдеевым (Моральный Кодекс), Деном Маринкиным (Земфира) и Олегом Беловым. Пластинка была записана в Москве, а сведена в Лос-Анджелесе на студии «Oceanway». Продюсером альбома выступил Павло Шевчук.

### Релиз
Релиз пластинки состоялся 20 мая 2012 года в Парке Горького на открытой площадке фестиваля BOSCO Fresh Fest, прошедшего в рамках фестиваля искусств «Черешневый Лес». Это был первый выход Гриши перед большой публикой, который сразу оказался успешным.

### Обзоры критиков
Пётр Филлипов из журнала Trill написал, что альбом выполнен «в разной стилистике от бодрых рок-баллад до лёгких лирических композиций под акустическую гитару […] К попытке Ивана Урганта реализовать себя и в профессиональной музыке можно относиться по-разному, но он, безусловно, талантлив и моден. И это начинание может иметь успешное продолжение».
Рецензент музыкального журнала Apelzin также похвалил пластинку: «Можно потерять голову буквально от каждой песни в пластинке и кажется, не так просто перестать её слушать […] Очень хорошо, что Ургант открылся миру в качестве исполнителя только сейчас. В каждой его песне есть колоссальное понимание жизни, отношений и мира в принципе. Так петь на эти темы может только тридцатилетний мужчина, который действительно многое пережил. А если есть такое, то уже неважно, на сколько октав голос, виртуозна ли игра и так далее.»

## Список композиций
1. «С вещами домой» — 3:25
2. «Голосами» — 3:18
3. «Просто дружим» — 3:45
4. «Дантес» — 4:10
5. «Без меня» — 4:22
6. «Нагло» — 3:06
7. «По проводам» — 3:54
8. «Артур» — 3:30
9. «С Новым годом» — 4:07
10. «Электричество» — 4:15

## Над альбомом работали
Музыка и слова:
- Гриша Ургант

Исполнение:
- Гриша Ургант — вокал, голос, гитары, автор,

при участии
- Олега Белова — клавишные, бэк-вокал,
- Дена Маринкина — клавишные, бас-гитара,
- Юрия Цалера — все ударные и перкуссия,
- Николая Девлета-Кильдеева — соло-гитара

Продюсеры:
- Гриша Ургант, Павло Шевчук

Запись:
- Борис Истомин

Сведение:
- Jack Joseph Puig, Dan Leffler

Ассистент сведения:
- Rouble Kapoor

Мастеринг:
- Vlado Meller

Дополнительная запись, программирование и редакция:
- Павло Шевчук

Аранжировка струнных и дирижирование:
- Олег Белов

Хор:
- «Родничок», МХШ «Касталия», центр «Лидер»

Ассистент записи:
- Дмитрий Куликов

Студии:
- Винтаж (Москва)
- Oceanway recording (Los Angeles)
- Universal Mastering (New York)